# Franziska Kinsky von Wchinitz und Tettau
Titre
Princesse consort de Liechtenstein
20 avril 1836 – 12 novembre 1858
(22 ans, 6 mois et 23 jours)
Franziska Kinsky von Wchinitz und Tettau, de son nom de naissance Franziska de Paula Barbara Romana Bernharda (née le 8 août 1813 à Vienne, morte le 5 février 1881) est princesse de Liechtenstein de 1836 à 1858.

## Biographie
Elle est la fille du comte Franz de Paula Joseph Kinsky von Wchinitz und Tettau et de son épouse, la comtesse Thérèse von Wrbna und Freudenthal.

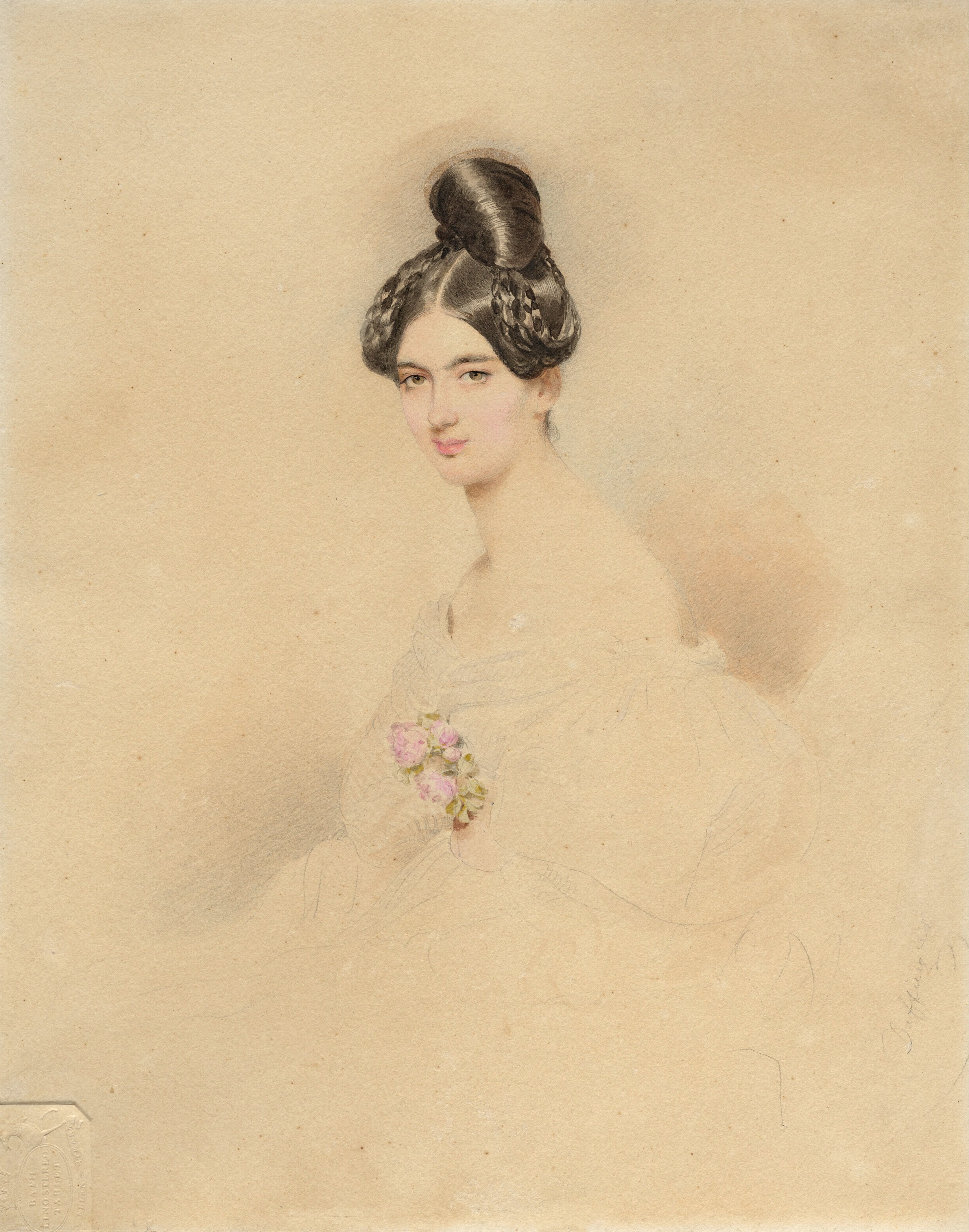
Moritz Michael Daffinger, Portrait de Franziska Kinsky von Wchinitz und Tettau, 1831

Le 8 août 1831, elle épouse celui va devenir le prince Aloïs II de Liechtenstein.
La princesse Franziska fonde la première fondation pour les orphelins de la Principauté de Liechtenstein.

## Descendance
De son mariage naissent onze enfants, dont deux fils seront princes et sans postérité :
1. Marie de Liechtenstein (1834-1909). Épouse le comte Ferdinand von Trauttmansdorff-Weinsberg (1825-1896) ;
2. Caroline de Liechtenstein (1836-1885). Épouse le prince Alexander von Schönburg-Hartenstein (1826-1896) ;
3. Sophie de Liechtenstein (1837-1899). Épouse le prince Charles zu Löwenstein-Wertheim-Rosenberg (1834-1921) ;
4. Aloïse de Liechtenstein (1838-1920). Épouse le comte Heinrich von Fünfkirchen (1830-1885) ;
5. Ida de Liechtenstein (1839-1921). Épouse le prince Adolf Josef Eduard von Schwarzenberg (1832-1914) ;
6. Jean II de Liechtenstein (1840-1929) ;
7. Françoise de Liechtenstein (1841-1858) ;
8. Henriette de Liechtenstein (1843-1931). Épouse Alfred de Liechtenstein (1842-1907) ;
9. Anne de Liechtenstein (1846-1924). Épouse le prince George Christian de Lobkowitz (1835-1908) ;
10. Thérèse de Liechtenstein (1850-1938). Épouse le duc Arnould de Bavière (1852-1907) ;
11. François Ier de Liechtenstein (1853-1938).